# Ерін Чан
Ерін Чан (англ. Erin Chan, 9 серпня 1979) — канадська синхронна плавчиня.
Призерка Олімпійських Ігор 2000 року, учасниця 2004 року.
Призерка Чемпіонату світу з водних видів спорту 2001 року.